# شهرستان اوپوچنو
شهرستان اوپوچنو (به لاتین: Opoczno County) یک شهرستان در لهستان است که در استان ووتسکی واقع شده‌است.

## خصوصیات
شهرستان اوپوچنو ۱٬۰۳۸٫۷۷ کیلومترمربع مساحت و ۷۸٬۶۵۹ نفر جمعیت دارد.